# Station Provenchères-sur-Fave
Station Provenchères-sur-Fave is een spoorwegstation in de Franse gemeente Provenchères-et-Colroy.
Het wordt op weekdagen bediend door treinen van de TER Grand Est.